# Gonatocerus maculatus
Gonatocerus maculatus är en stekelart som beskrevs av Zeya 1995. Gonatocerus maculatus ingår i släktet Gonatocerus och familjen dvärgsteklar. Inga underarter finns listade i Catalogue of Life.